# Julio Navarro (Astrophysiker)

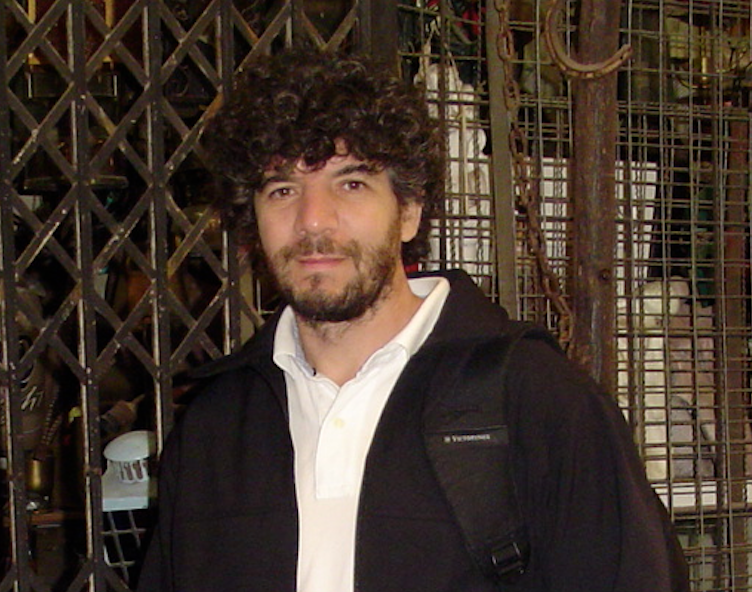
Julio Navarro, 2014

Julio F. Navarro (* 12. Oktober 1962 in Santiago del Estero) ist ein argentinischer Astrophysiker.
Navarro studierte an der Universidad Nacional de Córdoba (Bachelor-Abschluss 1986), an der er 1989 promoviert wurde. Als Post-Doktorand war er am Harvard Smithsonian Center for Astrophysics und der Harvard University, 1991 in Cambridge und 1991 bis 1994 an der University of Durham. 1994 bis 1998 war er als Bart J. Bok Fellow am Steward Observatory. Er ist seit 1998 Assistant Professor, seit 2001 Associate Professor und seit 2002 Professor für Physik und Astronomie an der University of Victoria.
2005 war er Leverhulme Trust Visiting Professor an der University of Durham. 2007/08 war er Professor an der University of Massachusetts at Amherst.
Er forscht über Struktur und Entwicklung von Galaxien und Galaxienclustern und der Rolle dunkler Materie dabei. Er stellte dazu umfangreiche numerische Simulationen an und beschrieb mit Carlos Frenk und Simon White ein Dichteprofil für Halos dunkler Materie um Galaxien, das nach ihnen benannt ist.
Er ist Fellow der Royal Society of Canada, deren Henry Marshall Tory Medal er 2015 erhielt. Navarro ist Herausgeber der Zeitschrift Frontiers in Astronomy and Space Sciences. 1999 war er Sloan Research Fellow, 2003 Guggenheim Fellow und ab 2002 Fellow des Canadian Institute for Advanced Research. 2004 erhielt er den Bessel-Preis der Humboldt-Stiftung.
Seit 2020 gehört er zu den Clarivate Citation Laureates und seit 2004 zu den ISI Highly Cited Researchers.

## Schriften (Auswahl)
- Carlos Frenk, Julio Navarro, Simon White: A Universal density profile from hierarchical clustering, Astroph. J., Band 490, 1997, S. 493–508